# Dichelostemma ida-maia
Dichelostemma ida-maia és una planta herbàcia, perenne i bulbosa de la família de les Asparagàcies.
És nativa del nord de Califòrnia i del sud d'Oregon als Estats Units, on creix a boscos de muntanya i prats costaners. També es cultiva com a planta ornamental per les seves flors vistoses de color vermell i crema.
És una planta perenne que presenta un escap sense fulles que remata en una umbel·la que porta de 6 a 20 flors. Cada flor és un tub cilíndric de color vermell de dos a tres centímetres de llarg. L'extrem de cada tèpal s'arrissa cap enrere per revelar una superfície inferior blanca brillant. Els rínxols voregen la boca de la flor tubular formant una corona.